# あかねさす少女
『あかねさす少女』（あかねさすしょうじょ）は、ダンデライオンアニメーションスタジオとオクルトノボルの共同制作による日本のテレビアニメ作品。2018年3月にアニマックス開局20周年記念作品として製作が発表され、2018年10月から12月にかけて同局ほかにて放送された。
アニメの放送に合わせ、2018年10月15日より、スマートフォン向けゲームアプリ（シミュレーションRPG）のサービスも開始された。2019年1月31日サービス終了。

## あらすじ

### プロローグ
2018年10月、地方都市に住む女子高生・土宮 明日架率いる「鉱石ラヂオ研究会」は、「ご神木にラジオのチューナーを合わせると並行世界へ移動できる」という儀式を検証した。
都市伝説じみていたそれは、様々な条件が重なった結果、大ごとになってしまう。

### ゲーム版あらすじ
儀式を行った明日架らは、ナギという少女と出会う。
明日架らは、並行世界にいるナギの姉妹を見つけ出すため、ナギの旅に同行することとなった。

## 登場人物

### 鉱石ラヂオ研究会
土宮明日架たちが通う女子高校に存在する部活で、明日架が立ち上げた。部員間のつながりは緩く、研究対象は鉱石ラジオに限らず、都市伝説など幅広い。
土宮 明日架（つちみや あすか）
声 - 黒沢ともよ
本作の主人公である高校二年生。実家は老舗の味噌蔵。優らとともに、鉱石ラヂオ研究会を結成した。明るい一方、周囲を巻き込んで暴走しやすい。趣味はちくわ占い。老舗の味噌屋の娘で、将来跡を継ぐことを考えている。10年前に、双子の弟の今日平が行方不明になっている。
灯中 優（とうなか ゆう）
声 - Lynn
明日架の幼馴染で、学年も一緒で成績はトップクラス。おとなしく控えめな性格をしている。グラマーな体型の美人。10年前の今日平の行方不明から、明日架とは、腫れ物に触るような付き合いをしている。
みあ・シルバーストーン
声 - 東山奈央
鉱石ラヂオ研究会の一員である、ハーフで銀髪の美少女。裕福な家庭で育つ。ヒーローものが大好き。高校一年生。
七瀬 奈々（ななせ なな）
声 - 小清水亜美
明日架と同学年の部員。金髪ツインテールの明るい笑顔と活発な性格の持ち主。母親の再婚で回文調の名前になり、それを気にしている。千波トモヤのファン。
元々ギャルのグループにいたが、根っからのギャルではないためなじむことができず、ラヂ研に加入した経緯を持つ。
森須 クロエ（もりす クロエ）
声 - 井上麻里奈
明日架と同学年の部員。
フランスからの帰国子女。たいていのことは一人でこなせる一方、ぶっきらぼうな態度が目立つ。

### フラグメント（異世界）
ツチミヤ・アスカ
声 - 黒沢ともよ
明日架と同じ名前のフラグメントの少女。明日架と違い、性格はクールだが、やや天然な部分は共通している。通称「シリ・アスカ」。
ユウ
声 - Lynn
優と同じ名前のフラグメントの少女。優と違い、性格は好色的で大人びており、服装は露出度が高い。現実世界の優とはそりが合わないが、その反面、明日架を溺愛している。通称「エロ・ユウ」。
ASUKSA
声 - 黒沢ともよ
明日架と同じ名前のフラグメントの少女。黄昏の使者。10年前の明日架と同じ容姿。行方不明になった今日平を探すために、様々なフラグメントを巡っていたが、いずれにも今日平が存在していないことに絶望している。

### その他
橘田蔵人
声 - 平川大輔
元の世界において蜘蛛型クラッターに変身する。
谷治雄大
声 - 山口太郎
千波トモヤ
声 - 河西健吾
本名・千横場トモヤ。フラグメントにおいてクラッターに変身する。
迫間仁
声 - 大塚明夫
フラグメントにおいてクラッターに変身する。
氷石紗呂
声 - 勝生真沙子
フラグメントにおいてクラッターに変身する。
ホワイトゴート
声 - 宮本充
月見里真結希
声 - 楠木ともり
可愛げのない性格。高校一年生。アニー真楠田の大ファン。最終回で鉱石ラヂオ研究会に入部する。
桜賀輝
声 - 河瀬茉希
松朱子
声 - 鈴代紗弓
大久保大地
声 - 久保田梨沙
フラグメントから元の世界へ転生する。
アニー真楠田
声 - 久保ユリカ
地域密着型ラジオ番組の女性パーソナリティー。
土宮今日平
声 - 桑島法子
明日架の双子の弟。10年前、明日架と公園にいる時、行方不明になった。
虻田四億
声 - 清川元夢
ラヂ研のメンバーが入り浸っている喫茶店「オクターヴ」のマスター。アニー真楠田の師匠でもある。

### ゲーム版のみの登場人物
ナギ
声 - 坂本真綾
ゲーム版の主人公。並行世界にいる姉妹を探している。
元居た世界は過酷の環境だったことから、明日架らの世界の常識が通じないときがある。
こあ
声 - 悠木碧
植物と蟲が巨大化したフラグメントのアケユキ村に暮らす少女
蟲と心を通わす事が出来るため、村人たちからは巫女として崇められている。まだ幼いが責任感が強く巫女としての責務を果たすために日夜努力に努める…。
レイ
声 - 茅野愛衣
魔法で生活が成り立つフラグメントのアケユキ市に暮らす少女
性格は礼儀正しく、前向きで明るいが、天然部分があり、周りを驚かせる事がある。好きな物はパーティで騒いで踊って歌う事。守護的な役割を担っているようだが…。
マヤ
声 - 白石晴香
魔法で生活が成り立つフラグメントのアケユキ市に暮らす少女
性格はめんどくさがりでぶっきらぼう。読書を邪魔されると激怒する。また体力がなく、付き人によくおぶってもらっている。攻撃的な役割を担っているようだが…。
リカ
声 - 西田望見
太陽が隠れ暗闇が広がるフラグメントのアケユキシティに暮らす少女
考え事が苦手なタイプで、考えるより先に身体が動く。過酷な状況に身を置いているためか、良く鼻が利き、感がするどい。

## 製作
| 原作                         | Metal Layer                                                                                 |
| 監督                         | 玉村仁                                                                                      |
| シリーズディレクター         | アベユーイチ                                                                                |
| シナリオ原案                 | 打越鋼太郎                                                                                  |
| シリーズ構成・脚本           | ヤスカワショウゴ                                                                            |
| SF設定                       | 山本弘                                                                                      |
| キャラクター原案             | 桂正和、浅田弘幸                                                                            |
| コンセプトアーティスト       | 浅田弘幸                                                                                    |
| キャラクターデザイン         | 原田大基                                                                                    |
| サブキャラクターデザイン     | 河島裕樹、山本亮友、渡辺浩二                                                                |
| イコライザーデザイン         | ヒラタリョウ                                                                                |
| クラッターデザイン           | 森木靖泰                                                                                    |
| イメージボード               | ブリュネ・スタニスラス                                                                      |
| 美術設定                     | 平澤晃弘                                                                                    |
| 美術監督                     | 伊藤友沙                                                                                    |
| 色彩設計                     | のぼりはるこ                                                                                |
| プロップデザイン             | 今石進、渡辺浩二、高瀬さやか                                                                |
| 3DCGディレクター             | 武田秀明                                                                                    |
| 撮影監督                     | 佐藤敦                                                                                      |
| 編集                         | 長谷川舞                                                                                    |
| 音響監督                     | 森下広人                                                                                    |
| メインテーマ作曲             | 伊藤賢治                                                                                    |
| 劇伴制作                     | KOHTA YAMAMOTO、成田旬                                                                      |
| 音楽プロデューサー           | Ryu☆                                                                                        |
| 音楽制作                     | エグジットチューンズ                                                                        |
| プロデュース                 | 高寺祐太朗                                                                                  |
| プロデューサー               | 中村伸一、末田裕美、豊永展輔 伊藤すみれ、松本順也                                           |
| 制作統括                     | 佐藤スーツ博之                                                                              |
| アニメーションプロデューサー | 小島勉 (第1話 - 第7話)                                                                      |
| ラインプロデューサー         | 山村賢行 (第8話 - 第12話)                                                                   |
| アニメーション制作           | ダンデライオンアニメーションスタジオ 十文字 (第1話 - 第7話) オクルトノボル (第8話 - 第12話) |
| 製作                         | Akanesasu Anime Project                                                                     |

### ストーリー設定
並行世界をロードムービー形式で巡るというアイデアを念頭に置いたうえで、どのように見せるかについて話し合いが行われ、視聴者が少しずつ世界観に入り込みやすくすることについて特に注意が払われた。
たとえば、並行世界へ行ったラヂ研メンバーのうちの一人が移動先の世界にいる「もう一人の自分」と同一化するという演出は、視聴者はその登場人物と同じ目線で物語を楽しめるようにするために取り入れられたものである。
また、ラヂ研メンバーが最初に訪れる並行世界が、ある一点を除いて、彼女たちが元居た世界と文化や外観を同じであることも、これと同じ理由である。
ほぼ同じ時代設定ながらも、各々の並行世界で文化や背景に違いがあるため、設定を考えるのに苦労したと、監督の玉村仁は電撃オンラインとのインタビューの中で振り返っている。
明日架たちの故郷の町は、様々なものの狭間である、海沿いの雅な都市というイメージに合致した金沢市をモデルとしており、現実の金沢市の湿気の高さを反映するために、ヒロインの部屋に除湿器が置かれた。

### キャラクター設定
アニメ版に向けて、様々なタイプのキャラクターが作られた。
また、並行世界は可能性や未来が変わった存在として描かれていることから、並行世界のヒロインたちの環境や立場は変化するものの、根幹となる性格に変化はない。
本作のキャラクターの原案は漫画家の桂正和が担当した。
玉村は「外見を見ただけでも性格や動きを想像できるキャラクターにしてほしい」と桂に頼み、桂もシルエットで。また、玉村は『D・N・A² 〜何処かで失くしたあいつのアイツ〜』のころのような絵柄にしてほしいとも頼んでおり、桂は「年頃の女の子を表現したかったのではないか」と電撃オンラインとのインタビューの中で推測しつつも、「絵柄は変化していくため、昔の絵柄に戻すのは難しかったが、頭身やデフォルメの具合、さらには目の大きさをなるべく当時に近づけるよう心掛けた」と振り返っている。
明日架の趣味であるちくわ占いは原案の打越鋼太郎のアイデアであり、ちくわを一本道の象徴としたうえで、自らの将来を規定してしまうという彼女の性質の暗喩として取り入れられた。
玉村から明日架の髪型をポニーテールに指定された桂は、通常のポニーテールでは個性が出にくいと考え、前髪に少し丸みを持たせてショートボブに似たデザインにした。さらに個性を出すために、桂は明日架の髪型にリボンを加えた。
桂は優のデザインには少し苦労したと前述のインタビューの中で振り返っており、その理由として「眼鏡をしているため、どうしても地味になってしまう」ことを挙げている。
また、桂はみあについても、「普段自分が描く外国人とは異なるタイプであるため、イメージをつかむのに苦労をした」と振り返っている。
奈々は当初、パリピ感の強い、より派手なキャラクターとしてデザインされていたが、現在の形に変更された。
桂に加え、並行世界のキャラクターデザイナーとして浅田弘幸が起用され、並行世界のキャラクターはSFやファンタジーのような非現実的なデザインが施された。

### キャスティング・演技
本作の主人公である土宮 明日架役には、黒沢ともよが起用された。
本作には複数の並行世界の「明日架」が登場することから、黒沢は土宮明日架を演じるにあたり、自分に近いニュートラルな立場で演じることを心掛けたとHOMINISとのインタビューの中で述べている。
一方、もう一つの世界の明日架を演じるにあたり、当初黒沢は戸惑っていたが、監督から「本質は土宮 明日架と同じであり、見せている部分が違うだけ」というアドバイスをもらい、これが黒沢にとってキャラクターと向き合うよいきっかけとなったとしている。
また、複数の明日架同士の会話は落語のようであり、台本と複数の蛍光ペンを用いてどの明日架の発言なのかを確認したと、黒沢はHOMINISとのインタビューで振り返っている。
玉村は、キャストメンバーについて、「並行世界の自分自身と会話する場面もあるため大変だと思うが、皆キャラクターのことを理解していたため、リテイクは少なかった」と振り返っている。

## 主題歌
オープニングテーマ「ソラネタリウム」（第1話 - 第11話）
作詞 - 稲葉エミ / 作曲・編曲 - 小森茂生 / 音楽プロデューサー - 磯山敦 / 歌 - MICHI
第1話では本編後にオープニングが挿入された。
エンディングテーマ「壊れかけのRadio」（第2話-第8話、 第10話、第12話）
作詞・作曲 - 徳永英明 / 編曲 - eba / 歌 - 和島あみ

## 各話リスト
| 話数 | サブタイトル                                                   | 絵コンテ     | 演出     | 作画監督 | 総作画監督                     |
| ---- | -------------------------------------------------------------- | ------------ | -------- | --- | ------------------------------ |
| #1   | 4時44分の儀式 〜Ritual at 4:44〜                               | 玉村仁       | 玉村仁   | 渡辺浩二 | 山本亮友                       |
| #2   | 違う世界 〜Another FRAGMENT〜                                  | 玉村仁       | 近藤一英 | 小川一郎 田中誠輝 | 河島裕樹                       |
| #3   | ウェディング・ベルが鳴る前に 〜The bride can't help it〜       | アベユーイチ | 板庇迪   | 鎌田均 | 山本亮友                       |
| #4   | 荒野の五人、もしくは十一人 〜The magnificent five, or eleven〜 | 麦野アイス   | 西島圭祐 | たかぎじゅん 沼田くみ子 | 山本亮友                       |
| #5   | ヒーローの条件 〜The hero in me〜                              | 西澤晋       | 飯村正之 | 服部憲知 | 山本亮友 たかぎじゅん 河島裕樹 |
| #6   | ひとりのアイランド 〜Alone in the island〜                     | 池田重隆     | 前屋俊広 | 永井泰平 桝井一平 鈴木伸一                                                                                                 | 山本亮友 たかぎじゅん 河島裕樹 |
| #7   | Tu n'es pas seule.                                             | 福田道生     | 板庇迪   | 渡辺浩二 丹澤学 ことさん Yi Si Yao Zhou Jie He Na Zheng Hong Xu 佐藤藍子                                                   | 山本亮友 たかぎじゅん 河島裕樹 |
| #8   | 明日架とアスカ 〜Asuka and ASUKA〜                             | 大嶋博之     | 玉村仁   | 渡辺浩二 かどともあき 福島豊明 粟井重紀 Yin Si Yao Zhou Jie Zheng Hong Xu 櫻井司 斉藤大輔 黒木流 山本亮友                  | 山本亮友                       |
| #9   | そこに在る黄昏 〜Facing TWILIGHT〜                             | もりたけし   | 高村雄太 | 阿部可奈子 金城優 小澤宏貴 小夏華 Nyki Ikyn Shen Fei Yin Si Yao Zhou Jie Zheng Hong Xu                                     | 河島裕樹 山本亮友              |
| #10  | うそつきの宴 〜Liars' party〜                                  | 池田重隆     | 前屋俊広 | 清水恵蔵 山本径子 川口弘明 安斎佳恵 野上慎也                                                                               | 山本亮友                       |
| #11  | 優等生 〜You〜                                                 | アベユーイチ | 板庇迪   | 渡辺浩二 斉藤大輔 Yin Siyao Zhou Jie Zheng Hong Xu Liu Yunliu Huang Feng Yang Guofu Feng Yongxu Tang Yuanjian Chen Liang   | 山本亮友                       |
| #12  | いつか、黄昏の降る空の 〜After the twilight falls〜            | 大沼心       | 玉村仁   | 渡辺浩二 斉藤大輔 Yang Guofu Yang Tongcheng Huang Feng Tang Yuanjian Chen Liang 越久昇 谷川政輝 竹知仁美 河島裕樹 山本亮友 | 山本亮友                       |

## 放送局
| 放送期間                 | 放送時間                     | 放送局       | 対象地域   | 備考                                    |
| ------------------------ | ---------------------------- | ------------ | ---------- | --------------------------------------- |
| 2018年10月1日 - 12月17日 | 月曜 19:30 - 20:00           | アニマックス | 日本全域   | 製作参加 / BS/CS放送 / リピート放送あり |
|                          | 月曜 22:30 - 23:00           | TOKYO MX     | 東京都     |                                         |
| 2018年10月2日 - 12月18日 | 火曜 2:29 - 2:59（月曜深夜） | 読売テレビ   | 近畿広域圏 | 製作参加 / 『MANPA』第2部               |
| 2018年12月4日 -          | 火曜 1:58 - 2:28（月曜深夜） | 熊本放送     | 熊本県     |                                         |

| 配信期間                 | 配信時間           | 配信サイト |
| ------------------------ | ------------------ | --- |
| 2018年10月1日 - 12月17日 | 月曜 19:30 更新    | ANIMAX on PlayStation ニコニコチャンネル Amazonビデオ Google Play YouTube ひかりTV クランクイン！ビデオ FOD ビデオマーケット DMM.com music.jp minto COCORO VIDEO あにてれ |
|                          | 月曜 20:00 更新    | GYAO! |
|                          | 月曜 23:00 - 23:30 | AbemaTV |
| 2018年10月2日 - 12月18日 | 火曜 0:00 更新     | Netflix J:COMオンデマンド みるプラス ビデオパス TSUTAYA TV HAPPY!動画 Rakuten TV                                                                                          |
|                          | 火曜 12:00 更新    | dアニメストア U-NEXT バンダイチャンネル ムービーフルplus Hulu アクトビラ                                                                                                  |

## 関連メディア

### BD / DVD
| 巻 | 発売日        | 規格品番   | 規格品番   |
| 巻 | 発売日        | BD         | DVD        |
| -- | ------------- | ---------- | ---------- |
| 1  | 2019年1月16日 | PCXX-50151 | PCBX-51801 |
| 2  | 2019年2月20日 | PCXX-50152 | PCBX-51802 |
| 3  | 2019年3月20日 | PCXX-50153 | PCBX-51803 |
| 4  | 2019年4月17日 | PCXX-50154 | PCBX-51804 |

### Web漫画
あかねさす少女 4コマぱられる
2018年10月2日より電撃ツイッターマガジンで配信の4コマ漫画。作者は橋本くらら。